# Reakcja złożona
Reakcja złożona – reakcja chemiczna, w której można wyodrębnić dwie lub więcej różnych reakcji elementarnych, nazywanych również prostymi lub izolowanymi (np. rozpad określonych związków chemicznych lub reakcje zachodzące w wyniku zderzenia cząsteczek dwóch lub trzech związków, wchodzących w skład mieszaniny reagentów). Równanie reakcji złożonej jest sumą odpowiednich równań reakcji elementarnych – wyraża bilans masy (zobacz – stechiometria), a nie ilustruje mechanizmu reakcji. Wyrażenie określające wartość stałej równowagi reakcji złożonej jest liniową kombinacją wyrażeń dotyczących reakcji elementarnych. Opisy kinetyki opiera się również na znajomości równań kinetycznych reakcji elementarnych. 
Najlepiej poznanymi typami reakcji złożonych są:
- reakcja odwracalna,
- reakcje równoległe,
- reakcje następcze,
- reakcja łańcuchowa,
- reakcje sprzężone.